# A Wolf at the Door
A Wolf at the Door is het vierde album van de Nederlandse band a balladeer, dat op 22 januari 2016 werd voorafgegaan door de gelijknamige single. 
Aan het album werkten veel bevriende muzikanten mee, onder wie BLØF-bassist Peter Slager, Racoon-zanger Bart van der Weide, Stef Classens en Bertolf Lentink. Bertolf is ook verantwoordelijk voor het arrangement van 'Every Herd Has Its Lone Wolf'. Het nummer 'Mob Wife' verschijnt begin 2017 als duet met Sam Bettens van K's Choice op vinyl single.

## Nummers
1. "Incompatible" - 2:51
2. "A Wolf at the Door" - 3:18
3. "In Your Arms I Was Somebody" - 3:13
4. "November" - 3:19
5. "Wishes, Horses" - 3:49
6. "Mob Wife" - 5:55
7. "Trust Fall" - 3:31
8. "You Have Not Been Given Love" - 3:25
9. "Never-Never Land" - 5:00
10. "Every Herd Has Its Lone Wolf" - 1:03
11. "Therefore" - 3:41